# ماكسيم زيانفيني
ماكسيم زيانفيني (بالفرنسية: Maxime Zianveni)‏ مواليد 29 ديسمبر 1979 في فرنسا، هو لاعب كرة سلة فرنسي. بدأ مسيرته الاحترافية في سنة 1997. يلعب في الدوري الفرنسي لكرة السلة الدرجة الثانية. يحمل الرقم 54.

## المسيرة الاحترافية
لعب مع نانسي باسكت في الدوري الفرنسي من سنة 1997 إلى 2007، ثم لعب مع نادي ليماسول لكرة السلة في موسم 2007–2008، ثم لعب مع إلان شالون في الدوري الفرنسي في موسم 2009–2010، ثم لعب مع إس تي بي لو هافر في موسم 2010–2011، ثم لعب مع ستراسبورغ أي جي في الدوري الفرنسي من سنة 2011 إلى 2013، ثم لعب مع نانسي باسكت من سنة 2013 إلى 2015.

## روابط خارجية
- ماكسيم زيانفيني على موقع الاتحاد الدولي لكرة السلة (الإنجليزية)
- ماكسيم زيانفيني على موقع كرة السلة الأوروبية.كوم (الإنجليزية)
- ماكسيم زيانفيني على موقع ريلجم (الإنجليزية)
- ماكسيم زيانفيني على موقع بروبوليرز (الإنجليزية)
- ماكسيم زيانفيني على موقع سبورتس رفرنس (الإنجليزية)